# Pedro Sánchez (piłkarz)
Pedro Antonio Sánchez Moñino (ur. 1 marca 1987 w Aspe) – hiszpański piłkarz występujący na pozycji pomocnika w Deportivo La Coruña.